# Недељко Кошанин
Недељко Кошанин (Чечина/Вионица, 13. октобар 1874 — Грац, 22. март 1934) био је српски биолог, универзитетски професор и академик Српске краљевске академије. Био је управник Ботаничког завода и Ботаничке баште „Јевремовац“. Покренуо је издавање листа „Гласник Ботаничког завода и ботаничке баште“, који је сарађивао са преко 90 ботаничких институција у свету. Самостално или у сарадњи са истакнутим ботаничарима у свету је описао мноштво нових биљних врста, а страни и домаћи истраживачи, из поштовања према његовом раду су новооткривеним врстама биљака давали имена по њему. Након „Панчићевог доба”, његов рад је обележио епоху (1918—1934) у развоју ботанике у земљи, познату под називом „Кошаниново доба”.
По опредељењу социјалиста, био је политички активан. Преко тридесет година активно је учествовао у радничком покрету и борио се за народна и радничка права.

## Биографија
Рођен је у селу Чечина, а по неким подацима у суседној Вионици код Ивањице, од мајке Стане и оца Стевана. Родитељи су му били земљорадници. Иако у то време није био обичај да се деца школују, уписали су га у основну школу у Придворици, на десет километара удаљену од куће, коју је завршио са одличним успехом 1887. године. Након тога је уписао Ужичку гимназију, али је врло брзо након тога прешао у Прву београдску гимназију. Његови родитељи нису могли да га материјално помажу, па је морао да се сналази. И поред тога, матурирао је 1895. са одличним успехом.
Дипломирао је на Јестаственичко-хемијском одељењу Велике школе у Београду (1899), где је заједно са Јованом Скерлићем и Миланом Гролом проглашен за најбољег студента. Након студија, као социјалиста (припадао је Српској социјалдемократској партији), пошто није могао да добије посао у државној служби, јер су просветне власти у Србији са неповерењем гледале на његова слободоумна схватања, закупио је један парни млин у Раковици и једно време се бавио млинарством.
Крајем 1899. ипак је добио државну службу и једно краће време је радио као професорски приправник и суплент у Другој београдској гимназији. Државну службу је напустио због наставка студија у иностранству.
Две године (1900—1902) је провео на усавршавању у Лајпцигу у Лабораторији за физиологију биљака, а затим, у периоду 1903—1905, као помоћник за ботанику на Високој школи у Лајпцигу, код немачког биљног физиолога Вилхелма Фефера. Одбраном докторске дисертације, код професора Фефера, докторирао је 1905. године на теми „Утицај температуре и ваздушног притиска на положај листова”.
Професорски испит у Београду је положио 1905. године.
По повратку у Београд је радио као суплент на Богословији Св. Сава, као привремени (1906), а затим као стални (1908) доцент за ботанику Београдског универзитета. Биран је и за асистента у Ботаничком заводу Универзитета у Београду, одакле је напредовао све до звања редовног професора. Како у Београду више није имао услова за наставак истраживања у области физиологије, јер је за то била потребна добро опремљена лабораторија, посветио се проучавању у природи. Још 1898. као студент код професора зоологије Живојина Ђорђевића у Београду бавио се проучавањем инсеката из реда тврокрилаца (лат. Coleoptera) у Србији. Ова проучавања је наставио 1904. године, а списак тврдокрилаца је објављен у „Просветном гласнику” децембра исте године. Списак је садржао 849 врста, груписаних у 409 родова и 49 породица.
Учествовао је у Балканским ратовима, као командир чете у чину капетана, у саставу Дринске дивизије. Учествовао је у јуришу на Кладницу пред Сјеницом. Боравећи као војник у северној Албанији 1913. такође се бавио проучавањем биља на тој теритирији, а резултате својих проучавања је објавио у раду „О вегетацији североисточне Арбаније” (1914). Први светски рат га је затекао у Грацу са породицом. Рат је провео у заробљеништву, у затвору Шлосберг у Грацу.

## Каријера
Године 1912. постао је ванредни, а након заробљеништва 1921. редовни професор Универзитета у Београду и управник Ботаничког завода и Ботаничке баште „Јевремовац“. Школске 1927/28 је обављао функцију декана Филозофског факултета.
Испитивао је настанак и порекло Дајићког језера на Голији, заједно са Јосифом Панчићем и Јованом Цвијићем. Написао је монографије о Дајићком језеру (1909) и Власинској тресави (1910).
Омиљени објекти његовог истраживања су биле балканске рамондије Ramonda serbica, Ramonda nathaliae. Одређени његови радови посвећени су маховинама и алгама. У почетку се бавио физиологијом биљака, а касније се посветио фитогеографији. Проучавао је вегетацију Јужне Србије и биљни свет језера. Проучавао је планинске масиве Јакупице, Кораба, Бистре и других. Посебно су значајни његови радови о четинарима тог подручја. Прикупљао је податаке о екологији и распрострањењу ендемореликтног високопланинског бора, Pinus heldreichii - Pinus leucodermis, Pinus peuce, питоми кестен (Castanea sativa), Prunus laurocerasus, Forsythia europaea, Dioscorea balcanica. Написао је студију о екологији зеленичја на Острозубу. У студији су описане карактеристике станишта ове биљне врсте и објашњава се да локалитет представља рефугијум од локалног значаја њен опстанак у току глацијације. Самостално или у сарадњи са истакнутим ботаничарима у свету је описао мноштво нових биљних врста, од којих су многе опстале и након каснијих пооштравања критеријума у систематици.
Написао је велики број студија, расправа и чланака. Писао је радове из области ентомологије, алгологије, фитоценологије, физиологије, екологије, климатологије, фитогеографије и сродних области.
У периоду између 1904. и 1934. написао је 38 научна рада, а његов најистакнутији ученик Љубиша Глишић, је на основу прикупљеног материјала из његове заоставштине приредио још два његова научна рада. Два рада „Флора Јужне Србије” и „Дендрологија” представљају круну његовог научног рада, које је оставио у рукопису, пошто за живота није стигао да их објави.
Био је оснивач и први уредник „Гласника Ботаничког завода и баште Универзитета у Београду”, чије је прво издање објављено 1928. Часопис је носио назив на француском (фр. Bulletin de l’Institute du jardin botaniques de l’Universite de Belgrade). Излазила је једна свеска годишње на француском и немачком, а касније и на енглеском језику. Часопис је одржавао контакте са 90 ботаничких институција на свих 5 континената. Од покретања часописа, па све до своје смрти, радио је на одржавању високог нивоа часописа, што је помогло отварању домаће научне јавности ка европској и учинило допступним резултате домаћих аутора широј, као и општој промоцији биолошких наука у то време. Омогућио је побољшање услова за рад хербара и библиотеке при Институту за ботанику (тада Ботаничком заводу). Сарађивао је са часописима „Споменици” Српске краљевске академије, Гласником Српског географског друштва, „Наставником” и другим домаћим и страним периодичним научним публикацијама.
Године 1927. је објавио уџбенике ботанике за наставу I и II разреда у средњим школама, богато илустроване књиге, које су доживеле реиздања и након његове смрти. Уџбеници ботанике су и по садржају и по техничкој опреми били на завидном нивоу, са лепо објашњеном морфологијом и анатомијом биљака, праћеним физиолошким процесима и дотадашњим истраживањима. Написао је и књигу „Физиологија биља” за студенте, коју је објавило Удружење студената биологије Београдског универзитета 1933, као укоричену скрипту на 178 страна, без слика и табела. Књига је подељена у три дела: храњење биљака, промена облика и кретање биљака. Највероватније је имао намеру да допуни текст скрипте и објави уџбеник у високој штампи, али га је у томе спречила прерана смрт.
Постао је дописни члан Академије природних наука Српске краљевске академије 3/16. фебруара 1914, а прави члан је од 18. фебруара 1922, на предлог Јована Жујовића, Саве Урошевића и Михаила Петровића. Са приступном беседом „Живот терцијерних биљака у данашњој флори” (фр. „Les plantes de reliquat de l'époque tertiaire dans la flore actuelle”) проглашен је академиком 28. јануара 1923. Био је члан научних друштава у Прагу (1914), Берлину (1923), Паризу (1926) и Варшави (1927).
Његов рад је обележио читаву епоху у развоју ботанике у земљи. Период од краја Првог светског рата (1918), па се до његове смрти (1934), често називају „Кошаниново доба”, као период сукцесиван „Панчићевом добу”.

## Смрт и сахрана
Умро је од туберкулозе, 22. марта 1934. у санаторијуму Lasnitzchoe у Грацу, након дуге и тешке болести, последице тешких услова у аутријском заробљеништву. Његови посмртни остаци су пренесени возом у Београд 26. марта. Успут, у Марибору, Загребу и другим местима радници су му одавали почаст.
На железничкој станици у Београду, у раним јутарњим сатима га је дочекала велика група студената са професорима Београдског универзитета. Одатле је тело пренесено у једну од слушаоница у Ботаничкој башти, где су му последњу пошту одали академици, професори, студенти, партијски другови и поштоваоци. У цркви Светог Марка одржано је опело. Опроштајне говоре су му одржали Владимир К. Петковић, председник Српске краљевске академије, Александар Белић, ректор Београдског универзитета, Владимир Ћоровић, декан Филозофског факултета, његов ученик професор Љубиша Глишић у име ботаничара, представник студената, представник социјалиста и представник радничког синдиката и Централе за радничко васпитање.
Сахрањен је 26. марта на Новом гробљу у Београду.

## Политички рад
Био је борац за народна и радничка права. У радничком покрету је активно учествовао преко тридесет година. Врло рано се определио за социјалистичке идеје. По оснивању Социјалистичке странке, заједно са Драгутином Ђурићем је постао члан њеног Главног одбора. Био је предавач у Централи за радничко васпитање у Београду. Најинтензивније је сарађивао са Димитријем Туцовићем, Душаном Поповићем, Драгишом Лапчевићем. Одржавао је везе са Другом интернационалом.
У социјалистичком часопису „Живот”, политичких чланака је писао популарне чланке из ботанике и биологије. Сарађивао је у новинама „Дело”, „Радничке новине” и био је један од покретача и најактивнијих сарадника „Борбе”.
До 1912. два пута је биран за делегата на међународним конгресима Социјалистичке партије. Након Првог светског рата је учествовао у припреми Првог оснивачког конгреса Социјалистичке радничке партије Југославије (1919), на којој је дошло до уједињења свих социјалистичких организација Југославије, а он је изабран за члана Централног партијског већа. По оснивању СРПЈ дошло је до размимоилажења, па је прешао у реформисте, који су се супротставили Централном извршном бироу и Централном партијском већу КПЈ, који су заступали бољшевизам. Потписник је Манифеста опозиције КПЈ, која је заступала став да се одређивање политике партије врши према одлуци већине, да партијски чланови морају имати потпуну слободу у расправама око свих питање, као и да сви појединци могу утицати на партијску целину, те за укидање диктатуре појединаца. Називали су га центрумашем, а 1920. је избачен из чланства Централног партијског већа КПЈ. Године 1921. је био један од оснивача Самосталне социјалистичке партије и до 1929. је био председник њеног главног одбора. Приликом покушаја да се обнови рад Социјалистичке партије 1932. поново је изабран за председника његовог главног одбора и на тој функцији је остао до смрти.
Био је веома активан у Социјалистичком научном клубу, од његовог оснивања након Првог светског рата.

## Наслеђе
На његовом гробу се налази биста, рад вајара Лојзе Долинара.
Многи страни и домаћи истраживачи, из поштовања према раду Недељка Кошанина, су новооткривеним врстама давали имена по њему: Daphne kosaninii, Centaurea kosaninii, Semprevivum kosaninii, Anthyllis kosaninii, Cerastium kosaninii, Alyssum kosaninii, Thymus kosaninii, Crocus kosaninii.
По њему су име добила Кошанинова језера, у чијој близини се налази манастир Придворица, 31 километар удаљених од Ивањице.
Основна школа у насељу Девићи носи његово име од 1958. године.
САНУ, Институт за ботанику, Ботаничка башта и ЈП за газдовање шумама Голије су 1990. у Ивањици одржали симпозијум, на коме је поднет велики број радова посвећених његовом животу и раду.
У Ботаничкој башти „Јевремовац”, се налази биста Недељка Кошанина, рад вајара Милуна Видића.